# Mercedes (Ocotepeque)
Mercedes (uit het Spaans: "Onze-Lieve-Vrouw van de genade") is een gemeente (gemeentecode 1409) in het departement Ocotepeque in Honduras. De gemeente grenst aan El Salvador.
Het dorp maakte deel uit van de gemeente San Marcos, tot het in 1889 een zelfstandige gemeente werd. Tussen beide gemeenten ligt de berg El Sumpul.

## Bevolking
De bevolking is als volgt verdeeld:
| Vrouwen | 3708 | 50% |
| Mannen  | 3715 | 50% |

## Dorpen
De gemeente bestaat uit tien dorpen (aldea), waarvan het grootste qua inwoneraantal: Mercedes (code 140901).